# Isolona
Genre
Isolona Engl. est un genre de plantes à fleurs de la famille des Annonaceae contenant 21 espèces originaires d'Afrique.

## Liste d'espèces
Selon Catalogue of Life (14 janvier 2018) :
- Isolona campanulata Engl. & Diels
- Isolona capuronii Cavaco & Keraudren
- Isolona cauliflora Verdc.
- Isolona congolana (De Wild. & T. Durand) Engl. & Diels
- Isolona cooperi Hutch. & Dalziel ex G. P. Cooper & Record
- Isolona deightonii Keay
- Isolona dewevrei (De Wild. & T. Durand) Engl. & Diels
- Isolona ghesquierei Cavaco & Keraudren
- Isolona heinsenii Engl. & Diels
- Isolona hexaloba Pierre ex Engl. & Diels
- Isolona humbertiana Ghesq. ex Cavaco & Keraudren
- Isolona le-testui Pellegr.
- Isolona lebrunii Boutique
- Isolona linearis Couvreur
- Isolona madagascariensis (A. DC.) Engl.
- Isolona perrierii Diels
- Isolona pilosa Diels
- Isolona pleurocarpa Diels
- Isolona thonneri (De Wild. & T. Durand) Engl. & Diels
- Isolona zenkeri Engl.

Selon GRIN (14 janvier 2018) :
- Isolona campanulata Engl. & Diels

Selon NCBI (14 janvier 2018) :
- Isolona campanulata
- Isolona capuronii
- Isolona cauliflora
- Isolona congolana
- Isolona cooperi
- Isolona dewevrei
- Isolona ghesquierei
- Isolona heinsenii
- Isolona hexaloba
- Isolona linearis
- Isolona maitlandii
- Isolona perrieri
- Isolona pleurocarpa
- Isolona thonneri
- Isolona zenkeri

Selon The Plant List (14 janvier 2018) :
- Isolona campanulata Engl. & Diels
- Isolona congolana (De Wild. & T.Durand) Engl. & Diels
- Isolona cooperi Hutch. & Dalziel ex G.P.Cooper & Record
- Isolona deightonii Keay
- Isolona dewevrei (De Wild. & T.Durand) Engl. & Diels
- Isolona hexaloba (Pierre) Engl. & Diels
- Isolona le-testui Pellegr.
- Isolona lebrunii Boutique
- Isolona madagascariensis (A.DC.) Engl.
- Isolona perrieri Diels
- Isolona pilosa Diels
- Isolona soubreana A.Chev. ex Hutch.
- Isolona thonneri (De Wild. & T.Durand) Engl. & Diels
- Isolona zenkeri (Engl.) Dyer

Selon Tropicos (14 janvier 2018) (Attention liste brute contenant possiblement des synonymes) :
- Isolona brunelii De Wild.
- Isolona campanulata Engl. & Diels
- Isolona capuronii Cavaco & Keraudren
- Isolona cauliflora Verdc.
- Isolona congolana (De Wild. & T. Durand) Engl. & Diels
- Isolona cooperi Hutch. & Dalziel ex G.P. Cooper & Record
- Isolona deightonii Keay
- Isolona dewevrei (De Wild. & T. Durand) Engl. & Diels
- Isolona ghesquierei Cavaco & Keraudren
- Isolona heinsenii Engl. & Diels
- Isolona hexaloba (Pierre) Engl.
- Isolona humbertiana Ghesq. ex Cavaco & Keraudren
- Isolona lebrunii Boutique
- Isolona leonensis Sprague & Hutch.
- Isolona letestui Pellegr.
- Isolona leucantha Diels
- Isolona linearis Couvreur
- Isolona madagascariensis (A. DC.) Engl.
- Isolona maitlandii Keay
- Isolona perrieri Diels
- Isolona pilosa Diels
- Isolona pleurocarpa Diels
- Isolona sereti De Wild.
- Isolona solheidii De Wild.
- Isolona soubreana A. Chev.
- Isolona theobromina Exell
- Isolona thonneri (De Wild. & T. Durand) Engl. & Diels
- Isolona zenkeri Engl.